# Abd al-Rahman II ibn al-Hakam
Hanin, più noto come ʿAbd al-Raḥmān II (in arabo أبو المطرف عبد الرحمن بن الحكم‎?; Toledo, 28 aprile 792 – Cordova, 22 settembre 852), è stato Emiro omayyade di al-Andalus dall'822 all'852.

## Origine
Abd al-Rahman era figlio del terzo emiro indipendente di Cordova, al-Ḥakam I, e di una moglie o concubina, detta Heloa, come riporta la Historias de Al-Andalus, por Aben-Adhari de Marruecos; anche la Histoire de l'Afrique et de l'Espagne conferma, chiamando la madre H'alâwa.
Al-Hakam ibn Hisham era il figlio maschio secondogenito del secondo emiro indipendente di Cordova Hishām ibn ʿAbd al-Rahmān, della famiglia degli omayyadi e di una moglie o concubina, detta Zokhrouf, come riporta la Histoire de l'Afrique et de l'Espagne.
Gli ascendenti di entrambi sono citati nella Histoire des Almohades / d'Abd el- Wâh'id Merrâkechi.

L'Europa, nell'830, durante l'emirato di Abd al-Rahman II ibn al-Hakam

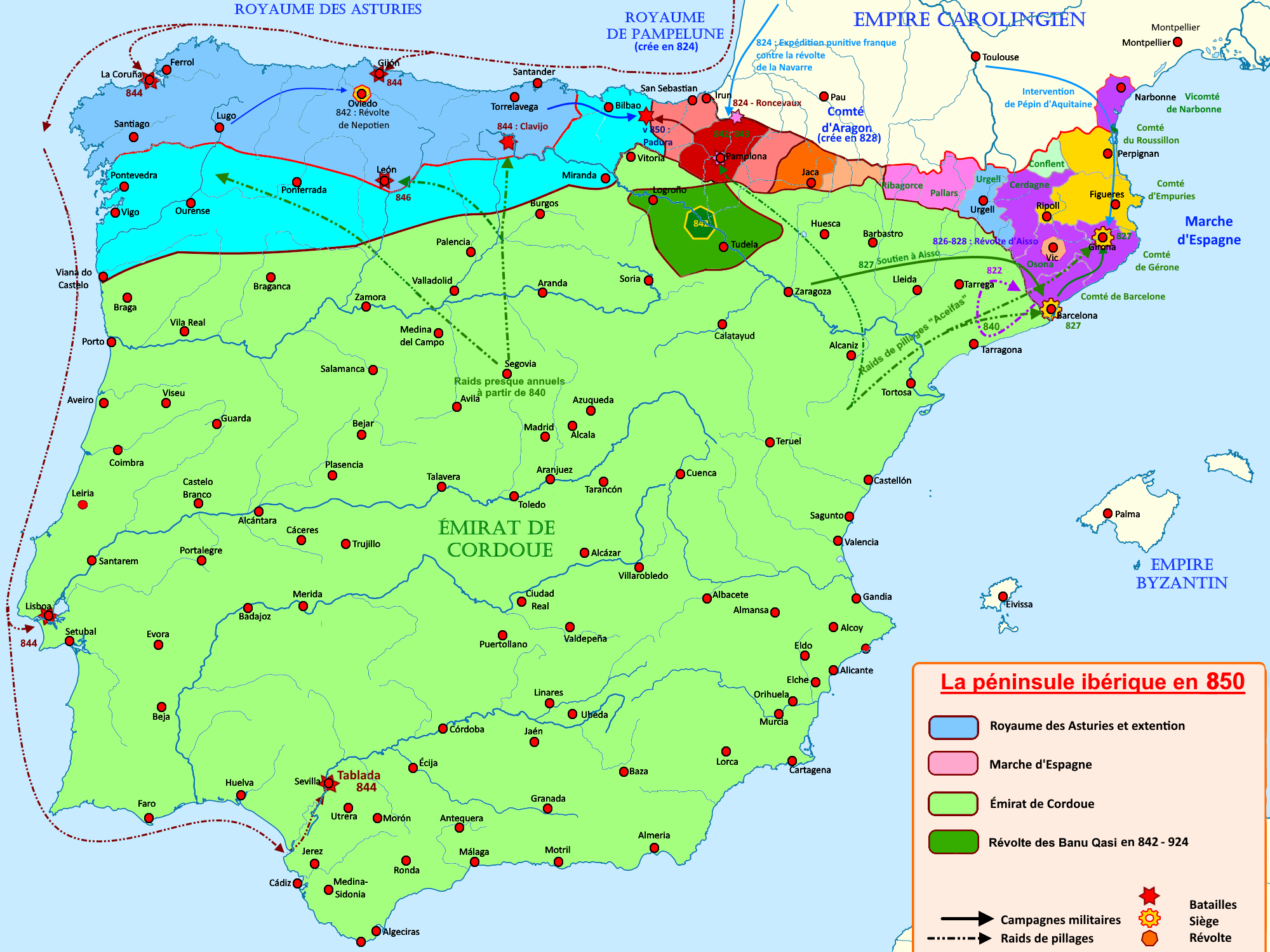
La penisola iberica nell'850, al termine dell'emirato di Abd al-Rahman II ibn al-Hakam

## Biografia
Abd al-Rahman era nato a Toledo, sia secondo il Diccionario biográfico español, Real Academia de la Historia, che secondo La web de las biografias, nel 792, mentre la Histoire de l'Afrique et de l'Espagne riporta anche il giorno (il 28 aprile).
Nel 797, nella nuova cittadella di Toledo, fu presente al massacro del fossato, dove tra le 700 e le 5000 persone, che portavano i loro saluti al principe, furono trucidate da ʿAmrūs ibn Yūsuf, per ordine dell'emiro al-Ḥakam I, come riporta lo storico Rafael Altamira.
Essendo gravemente malato, secondo la Historias de Al-Andalus, por Aben-Adhari de Marruecos, suo padre al-Hakam I indicò il sei maggio 822, in un'adunanza solenne nell'Alcazar di Cordova, il proprio figlio ʿAbd al-Rahmān come wali l-'ahd (erede designato) destinato a succedergli.
Quindici giorni dopo (21 maggio 822) l'Emiro moriva nel chiuso del suo Palazzo, accudito dalle donne del suo gineceo e dai suoi eunuchi a 53 anni.
Gli succedette al trono il figlio Abd al-Rahman II ibn al-Hakam.
ʿAbd al-Raḥmān II, succeduto al padre, dovette combattere il prozio ʿAbd Allāh, che aveva ancora delle pretese ereditarie, che però fu sconfitto e relegato a Tudmir, in Murcia, dove poco dopo morì.
Nell'828 ci fu una sollevazione a Merida, che ricevette delle truppe franche in appoggio e l'anno successivo a Toledo. Inoltre ci fu la ribellione di Musa ibn Musa dei Banu Qasi, che si alleò con il fratellastro, Eneco Arista, re di Pamplona.
Abd al-Rahman II ibn al-Hakam inoltre fu assorbito dal continuo impegno bellico contro il regno cristiano asturiano-leonese e il suo re Alfonso II delle Asturie, del quale bloccò la pericolosa spinta verso meridione da questi perseguita (822-842); infatti dopo aver inviato due eserciti, nel nord della Galizia, nell'825, entrambi sconfitti, secondo la Cronica Alfonso III, a Narón e al fiume Anceo, vicino a Pontevedra, dopo che avevano devastato la zona di Coimbra e continuando a fare incursioni, anche nella Castiglia.
Secondo lo storico René Poupardin, nell'826, Abd al-Rahman II inviò delle truppe in ausilio a una rivolta nella marca di Spagna, che portò al saccheggio della valle dell'Ebro, da Saragozza sino a Barcellona, che resistettero all'assedio.
Nell'837 represse la rivolta cristiana mozaraba ed ebraica a Toledo.
Nell'844 riuscì poi a respingere il rovinoso sbarco di Vichinghi, dagli arabi chiamati magiűs, che inizialmente aveva completamente colto di sorpresa l'Emirato, sbarcando in Galizia, a Lisbona e a Cadice, da dove arrivarono a Siviglia, che, secondo lo storico Allen Mawer, la conquistarono, a eccezione della cittadella, e quindi attaccarono Cordova, dove vennero però sconfitti e respinti. Come conseguenza di ciò, l'Emiro avviò una poderosa cantieristica e provvide Siviglia di un arsenale, ottenendo così di armare una potente flotta che mantenne per secoli il dominio delle acque del Mediterraneo occidentale.
Un problema, nell'851, fu costituito dai mozarabi della capitale, che produsse i cosiddetti "Martiri di Cordova", cristiani che, come nuovo sistema di ribellione, si facevano martirizzare (bastava bestemmiare il profeta). Per questo fu emesso un decreto in cui si proibiva ai cristiani di cercare il martirio, e inoltre ʿAbd al-Raḥmān II ordinò di convocare un sinodo cristiano che si pronunciò contro i martìri, in appoggio all'editto sopracitato.
Secondo Rafael Altamira, durante il suo regno ʿAbd al-Raḥmān II, amante della poesia, si dedicò ad abbellire la sua capitale, che divenne un centro di arte e di scienza dell'Europa occidentale. Si fece guidare da quattro persone:
- il faqīh Yaḥyà ibn Yaḥyà, capo della rivolta dell'Arrabal, cui aveva affidato le proprie funzioni religiose e giudiziarie,
- il musicista Ziryab di Baghdad, allievo di Isḥāq al-Mawsilī, che geloso della sua bravura l'aveva costretto a lasciare l'oriente; Ziryāb, giunto in Spagna e conquistata l'amicizia dell'emiro, divenne re della moda e modello di buon gusto, senza immischiarsi nella politica,
- l'eunuco Naṣr, figlio di uno spagnolo, non parlava l'arabo, ma rinnegata la religione dei padri, da apostata, odiava i cristiani, promuovendo una politica di repressione nei loro confronti,
- la sultana Tarūb, che, in sintonia con Naṣr, guidava, di fatto, la politica dell'emirato[11].

All'inizio dell'850, dato che l'erede designato era il figliastro Muḥammad, Tarūb, ansiosa di assicurare il trono al proprio figlio ʿAbd Allāh, aveva coinvolto Naṣr in un complotto per assassinare ʿAbd al-Raḥmān II: il complotto consisteva nell'avvelenare l'emiro, che avvertito da una donna dell'harem, fece arrestare Naṣr e il 18 aprile 850 lo fece giustiziare, costringendo a bere il veleno che egli stesso aveva fatto preparare.
ʿAbd al-Raḥmān II morì il 22 settembre 852 e, nonostante gli intrighi di Tarūb, gli succedette il figlio Muḥammad I.
Il Chronicon Albeldense riporta che regnò trentadue anni e sei mesi.
Ciò gli dette grande popolarità, come pure l'ampio programma di costruzione e di ampliamento di monumenti dell'Emirato e il generoso patronato in campo artistico (fu anche poeta e letterato), accompagnato da un efficiente impegno bellico.

### Famiglia
Abd al-Rahman II ebbe ottantasette figli (45 maschi e 42 femmine), tra cui il suo successore, nato da una sua concubina, Buheyr, come riportano la Histoire de l'Afrique et de l'Espagne e la Historias de Al-Andalus, por Aben-Adhari de Marruecos:
- Muḥammad I, nato a Cordova nell'823, a circa 30 anni, divenne il quinto emiro[21].

### Fonti primarie
- (ES)  Cronica Alfonso III)
- (FR)  Histoire des Almohades / d'Abd el- Wâh'id Merrâkechi
- (FR)  #ES Histoire de l'Afrique et de l'Espagne, Volume 2
- (EN)  #ES Spagna musulmana e Portogallo: una storia politica di al-Andalus
- (ES)  Historias de Al-Andalus, por Aben-Adhari de Marruecos

### Letteratura storiografica
- E. Lévi-Provençal, Historie de l'Espagne musulmane, Parigi-Leida, G.-P. Maisonneuve-E.J. Brill, 1950 (vol. II).
- Ibn Ḥazm, Jamharat ansāb al-ʿArab, Cairo, Dar al-Maʿārif, s.d. (ma 1953).
- Rafael Altamira, Il califfato occidentale, in «Storia del mondo medievale», vol. II, 1999, pp. 477–515.
- René Poupardin, Ludovico il Pio, in «Storia del mondo medievale», vol. II, 1999, pp. 558–582.
- Allen Mawer, I vichinghi, in «Storia del mondo medievale», vol. II, 1999, pp. 734–769.